# 黄克智
黄克智（1927年7月21日—2022年12月6日），男，江西南昌（一说九江）人，中国力学家，清华大学教授，中国科学院院士。与张维、杜庆华同为清华大学固体物理专业最早的三位博士生导师，被称作清华大学固体力学专业“三巨头”。

## 生平
黄克智祖籍福建省福州市，1927年7月21日出生于江西南昌（一说九江）。
5岁时，黄克智进校读书，成绩位列班级第一，学校因而免收其学杂费。因为热爱数学，黄克智拿这些钱中一部分用来买《500难题详解》等书。黄克智小学时先后在南昌市北坛小学、百花洲小学等学校就读。
黄克智于滕王阁小学毕业后，由于战火燃至江西，南昌时常遭受轰炸，随家人颠沛流离，甚至两次因日机轰炸险些丧命。先在江西省吉安阳明中学读初一，后阳明中学被日军飞机炸平，于是转到赣县幼幼中学读完初一，后又至赣县中学王母渡分校读初二。由于家境贫寒，黄克智常常为学费担心，寒暑假则只能步行一百余里回家。黄克智读完初二后，直接跳过初三，考取了赣省中学（高中），在赣省中学求学期间受数学物理老师张森云影响很深。
1943年，黄克智以全国联考江西省第二名的优异成绩考入中正大学，就读于中正大学土木工程系，期间得到了蔡方荫的指导。1947年，黄克智以全班第一的成绩于江西中正大学土木工程系毕业，受到蔡方荫推荐，前往北洋大学土木工程系担任助教一年。
1948年，黄克智考取了清华大学研究生，导师为张维，同时兼任助教一年。在录取为研究生后，黄克智首先听了张维的壳体理论与陆士嘉的微分方程理论两门课，从此决定从事壳体领域研究。1951年研究生二年级时，与刚从浙江来到清华的陈佩英相识。1952年清华大学研究生毕业，分配在清华大学基础课力学教研组任讲师。1955年，与土木结构工程师陈佩英结婚。10月，作为第一批进修教师被送往莫斯科大学数学力学系塑性力学教研组进修，师从Ю·H·拉波特诺夫院士。1958年9月，为了组建清华大学工程力学数学系，解沛基电召黄克智回国，黄克智于准备将学位论文草稿打字和复印摘要时，放弃了一个月后的博士答辩机会回国，但带回来Ю·H·拉波特诺夫草拟并签署的两页学术评价，这份评价一直被黄克智所珍藏，仅在评选中国科学院院士时被用到。此后黄克智在清华大学工程力学系工作长达数十年。
在二十世纪五十年代，黄克智主要研究壳体理论，利用渐进积分法分析各类壳体简化理论，得到实际应用中许多重要近似方法的误差量级与适用范围，提出薄壳统一分类理论；进入二十世纪六十年代后，主要研究塑性和蠕变。1963年，黄克智被评为副教授。1966年，黄克智在杭州出差时发现自己眼睛已经老花，在回到清华后开始每天跑步1小时，每次3000多米，在跑步过程中自学了法语和日语。
文化大革命时，黄克智被盖上“反动学术权威”“白专道路贻害青年”的帽子，并一度被下放到江西鲤鱼洲，尽管在此期间他详细地阅读了几十篇压力容器弹塑性分析文献，但仍耽搁大量时间精力，导致回到清华后一度无法看懂某些论文。之后黄克智、余寿文和年轻教师组成了断裂力学的研究团队，并与余寿文在1977年建立了学习讨论班，该讨论班持续了数十年，最终在1979年中国各高等院校进行断裂力学交流时，清华大学已经处在全国前列。在七十年代中，黄克智主要对断裂力学与压力容器进行研究，其中对换热器管板部件设计方法取得重大突破，并大幅度降低大直径管板厚度，这项研究成果成为了中国国家标准，使得中国在此部分规范领先美国、法国等国家5年以上。
1978年，黄克智被评为教授，成为文化大革命后第一批得到晋升的教授。1983年，担任清华大学工程力学研究所长。二十世纪八十年代，黄克智主要研究相变力学；二十世纪九十年代，则改为研究应变梯度塑形理论。2012年，黄克智转向研究水力压裂技术采油。
2022年12月6日，黄克智在北京病逝，享年95岁。

## 家庭
曾祖父黄乃麟为福州有名的儒医，家族以“黄书香堂”为名。祖父黄燮为光绪年间秀才，又学过新学，经沈葆桢推荐，前往南昌高等师范学堂任教，全家因而迁居江西。因世代居住在城中，家中没有田产。父亲黄以诚为邮局职员，抚养有九位子女。母亲龚慎修重视教育，在儿辈小学放学回家后督促指导习字。
妻子陈佩英。大女儿黄琼本科毕业于清华大学并拿到了麻省理工大学博士学位；大儿子黄永刚则本科就读于北京大学，为哈佛大学博士，同样从事力学研究，并当选为美国国家工程院院士、中国科学院外籍院士；小儿子黄永强则在斯坦福大学先后拿到了学士、硕士、博士学位。

## 轶事
黄克智从苏联回国后，常常工作到凌晨两三点，无暇顾及身体。1966年前往杭州出差时，黄克智发现自己眼睛老花后开始注意身体锻炼，最初是每日跑步1小时，最后坚持跑步26年，累计长度可绕地球数圈；66岁时，黄克智经别人推荐，开始改练太极拳；70岁时，因为觉得太极拳运动量不大，开始学习游泳；又因为清华大学游泳馆老教师游泳班时间在中午前，耽误上午工作，于是在1999年夏天开始与妻子陈佩英一起学习打网球，常常早晨四点多钟起来工作到天亮后在网球场进行锻炼，并在之后被推举为清华大学老年网球俱乐部主席与中国老教授网球协会副主席。

## 学术贡献
黄克智是清华大学工程力学系创建者之一，在清华大学教书育人达数十年，培养了百余位研究生，其中杨卫等人后来成为了中国科学院院士。

## 奖项和荣誉

### 奖项
下面列出黄克智教授所获得的部分奖项。
- 国家教委科技进步一等奖
- 国家级普通高等学校优秀教学成果特等奖（1993年）
- 国家自然科学奖三等奖（1987年，1995年）
- Robert J. McGrattan杰出论文奖（1997年）
- 何梁何利科学技术进步奖（2001年）
- 第一届清华大学突出贡献奖（2004年）
- 梅尔维尔奖章（Melville_Medal）（2004年）
- 国家自然科学奖二等奖（2004年，2005年）
- S.Y. Zamrik PVP奖章（2006年）
- 第四届科教兴国贡献奖（2008年）
- 第六届周培源力学奖（2009年）

### 荣誉
1991年当选为中国科学院学部委员（院士）。2003当选为俄羅斯科學院外籍院士，为清华大学当时唯一的俄罗斯科学院院士。